# Summer in Paradise
Summer in Paradise är ett album av The Beach Boys, utgivet 1992. Albumet var gruppens trettioförsta LP.
Den var från början tänkt som Mike Loves soloprojekt men gavs sedermera ut under namnet Beach Boys. Anmärkningsvärt är att detta är den enda av gruppens plattor som saknar bidrag från Brian Wilson (förutom en nyinspelning av gruppens första hit "Surfin'"). Skivan ogillades av många fans, men innehåller vissa lyckade försök till ett definierat 1990-talssound med utgångspunkt från gruppens tidiga 1960-talsproduktion. Materialet är i huvudsak komponerat av Terry Melcher (som fungerade som gruppens motor det fåtal gånger man besökte studion under senare delen av 1980-talet) och Mike Love. Inspelningarna var inte helt problemfria och redan här såddes frön till den schism mellan originalmedlemmarna Love och Al Jardine som skulle växa sig allt starkare och utmynna i att Jardine lämnade gruppen 1998.
1995 gjorde de ett försök till återförening med Brian Wilson under överseende av Don Was men projektet avbröts redan efter två inspelade låtar. 1996 gjordes istället countryalbumet Stars and Stripes Vol. 1 där kända artister tolkade The Beach Boys låtar, men utan någon större framgång. Efter Carl Wilsons bortgång gjordes en promotionskiva 1998 för NASCAR (som bara såldes på bensinstationer) men då hade även Al Jardine lämnat bandet.

## Låtlista
1. "Hot Fun in the Summertime" (Sylvester Stewart) - 3:28
2. "Surfin'" (Mike Love/Brian Wilson) - 3:44
3. "Summer of Love" (Mike Love/Terry Melcher) - 2:50
4. "Island Fever" (Mike Love/Terry Melcher) - 3:26
5. "Still Surfin'" (Mike Love/Terry Melcher) - 4:02
6. "Slow Summer Dancin' (One Summer Night)" (Bruce Johnston/Danny Webb) - 3:23
7. "Strange Things Happen" (Mike Love/Terry Melcher) - 4:43
8. "Remember (Walking in the Sand)" (Shadow Morton) - 3:29
9. "Lahaina Aloha" (Mike Love/Terry Melcher) - 3:43
10. "Under the Boardwalk" (Mike Love/Arthur Resnick/Kenny Young) - 4:06
11. "Summer in Paradise" (Craig Fall/Mike Love/Terry Melcher) - 3:51
12. "Forever" (Gregg Jakobson/Dennis Wilson) - 3:03